# Paris-Soissons
Paris-Soissons est une ancienne course cycliste française, organisée entre 1921 et 1954 entre la Capitale et la ville de Soissons située dans le département de l'Aisne, en région Hauts-de-France.

## Palmarès
| Année | Vainqueur          | Deuxième           | Troisième        |
| ----- | ------------------ | ------------------ | ---------------- |
| 1921  | Robert Jacquinot   | Romain Bellenger   | Marcel Bidot     |
| 1922  | Jean Hillarion     | Robert Reboul      | Marcel Godard    |
| 1923  | Jean Brunier       |                    |                  |
| 1926  | Alexis Blanc-Garin |                    |                  |
| 1928  | Jean Maréchal      |                    |                  |
| 1929  | Jean Maréchal      |                    |                  |
| 1931  | Maurice Archambaud |                    |                  |
| 1932  | Émile Bruneau      | Paul Laroulandie   |                  |
| 1933  | André Vanderdonckt | Albert Carapezzi   | Louis Thiétard   |
| 1934  | René Debenne       |                    |                  |
| 1937  | Raymond Louviot    |                    |                  |
| 1939  |                    | Gaston Grimbert    |                  |
| 1946  | Georges Hubatz     | Jean Sartori       | Jacques Michel   |
| 1947  | Yvon Hayez         | Raymond Komor      | René Baudoin     |
| 1948  | Émile Lefranc      | Jean Mage          | Armand Thévenard |
| 1949  | Blaise Quaglieri   | Georges Hubatz     | Pierre Radovic   |
| 1950  | Michel Sandon      | André Denhez       | Georges Hubatz   |
| 1951  | René Percy         | Serge Blin         | Roger Tremulot   |
| 1952  | Jean Baille        | Roger Hassenforder | Roland Graignic  |
| 1953  | Pierre Malhaize    | Yvon Hayez         | Charles Degrande |
| 1954  | Georges Hubatz     |                    |                  |

## Liens interne et externe
- Liste des courses cyclistes disparues en France
- Paris-Soissons sur procyclingstats.com